# Fédération du Kosovo de football
La Fédération de football du Kosovo (en albanais Federata e Futbollit e Kosovës) est une fédération regroupant les clubs de football du Kosovo et qui organise les compétitions nationales et les matchs internationaux de la sélection du Kosovo.

## Historique
La fédération nationale du Kosovo est fondée en 2008. Le 3 mai 2016, le Kosovo est admis comme 55e membre de l'UEFA après un vote des 54 pays composant cette confédération réunis en congrès à Budapest. Le 13 mai 2016, le Kosovo est admis comme 210e membre de la FIFA. Depuis 2014 et jusqu'alors, le Kosovo n'était autorisé à jouer que des matches amicaux par la FIFA.

Ancien logo.
Logo jusqu'en 2021.
Logo depuis 2021.